# Skin (Fernsehserie)
Skin ist eine US-amerikanische Fernsehserie, die von Jerry Bruckheimer Television und Warner Bros. Television für Fox produziert wurde. Zwischen 2003 und 2004 entstand eine Staffel mit 8 Episoden. Die Pilotfolge wurde von Russell Mulcahy inszeniert. Zu den Hauptdarstellern der Serie gehörten unter anderem Ron Silver, Kevin Anderson und Pamela Gidley.

## Handlung
Die Serie handelt angelehnt an die Tragödie Romeo und Julia von William Shakespeare von einem jungen Liebespaar, welches aus verfeindeten Familien stammt. In der in Los Angeles spielenden Serie ist Adam der Sohn einer mexikanischstämmigen Richterin und des katholischen Staatsanwalts Tom Roam, der um seine Wiederwahl kandidiert. Adams Freundin Jewel ist die Tochter des jüdischen Unternehmers Larry Goldman, welcher die Pornoindustrie der Stadt kontrolliert und der von Roam der Verwicklung in Kinderpornografie verdächtigt wird.
Bei der Ausstrahlung der ersten Folge auf Fox, in welcher die bekannte Pornodarstellerin Asia Carrera eine Gastrolle hatte, wurden 6,3 Millionen Zuschauer gezählt. Als es zur dritten Episode nur noch knapp über 4 Millionen waren, wurde die Serie abgesetzt. Die restlichen fünf Episoden wurden erst 2005 durch den Sender SOAPnet ausgestrahlt.